# Ameloblastom
Das Ameloblastom (von Altenglisch amel „Schmelz“ und altgriechisch βλάστη blastä „Keim“) (veraltet: Adamantinom) ist ein lokal invasiv wachsender Tumor, der sich von den zahnschmelzbildenden Zellen, den Ameloblasten, ableitet.

## Pathologie

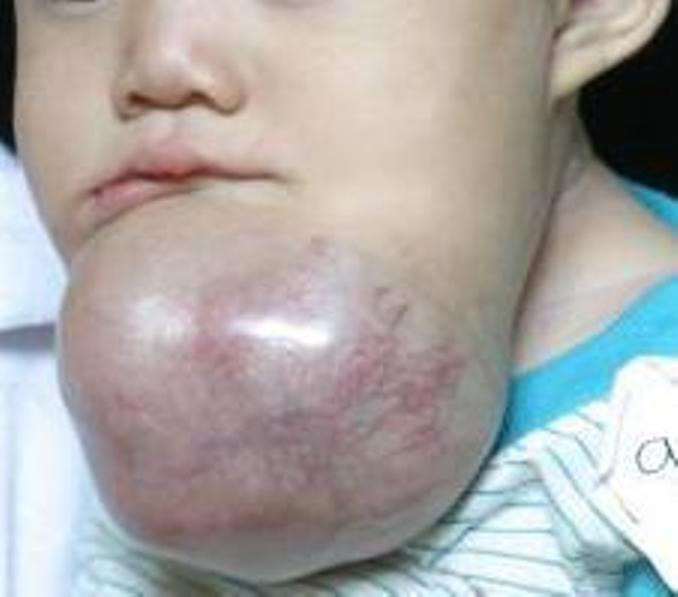
Ameloblastom

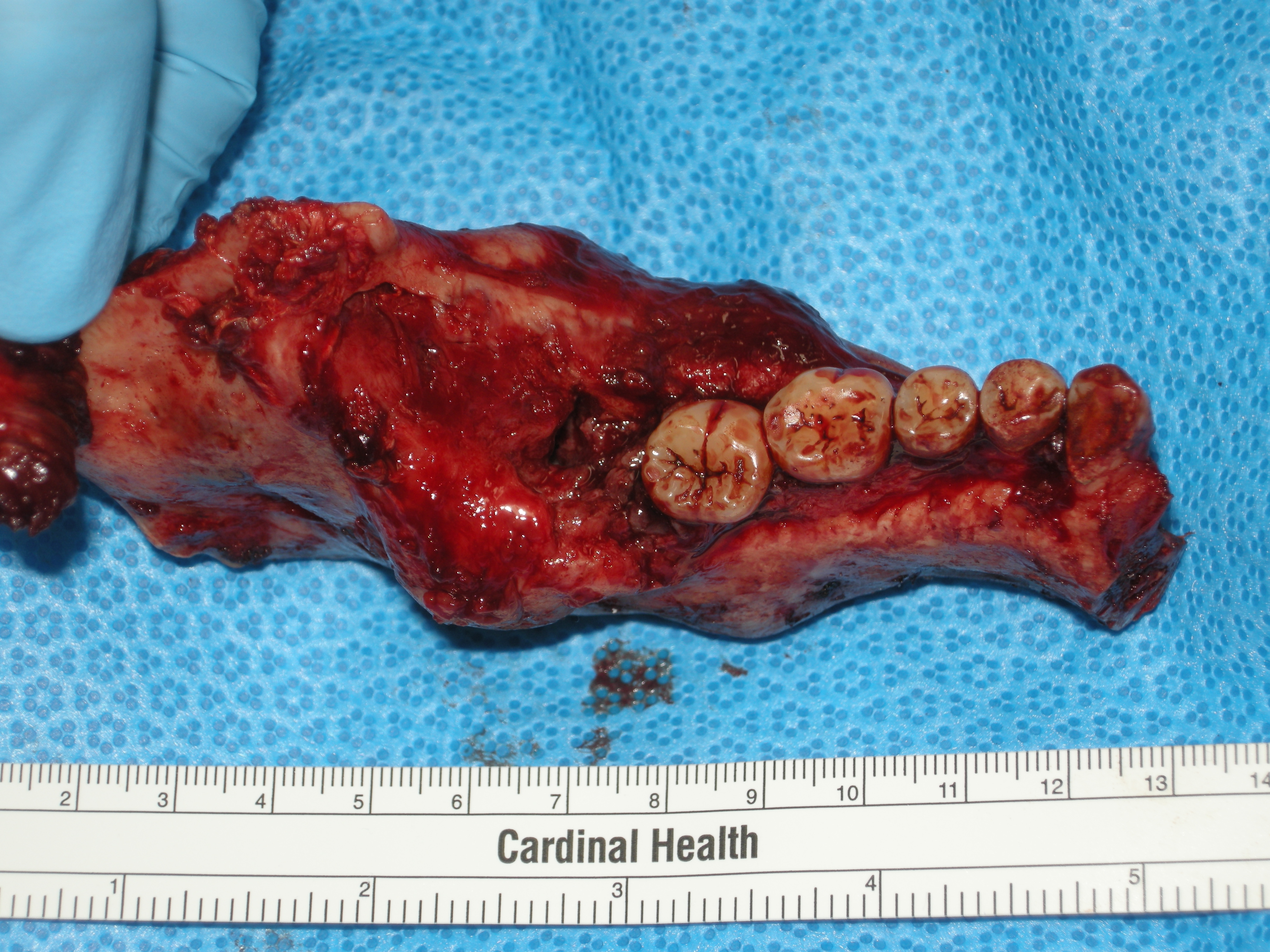
Entferntes Ameloblastom

Die von den Zähnen ausgehenden (odontogenen) Tumoren leiten sich von der embryonalen Zahnanlage her. Diese besteht aus mesodermalen und ektodermalen Anteilen (siehe Keimblatt). Das Ameloblastom zeigt eine häufige Rezidivneigung und ist in der Regel gutartig, d. h., es bildet keine Metastasen. Selten ist das bösartige (maligne) Ameloblastom, dieses kann aus einem vorbestehenden gutartigen Ameloblastom hervorgehen oder de novo entstehen. Es werden der schlauchartige (follikuläre) Typ und der netzartige (plexiforme) Typ unterschieden.

## Klinik
Das Ameloblastom ist meist ein Zufallsbefund, der als schmerzlose Kieferauftreibung imponiert. Etwa 30 % der Ameloblastome gehen von follikulären Zysten aus. In späteren Stadien kann es durch Resorptionsvorgänge die Zahnstellung verändern und durch Verlagerung und Druck auf Nerven Sensibilitätsstörungen hervorrufen. Es findet sich im Unterkiefer (bevorzugte Stellen: Kieferwinkel und aufsteigender Unterkieferast) sechsmal häufiger als im Oberkiefer (Eckzahnregion). Betroffen sind meist jüngere Patienten (30.–40. Lebensjahr), wobei die Verteilung bei Männern und Frauen etwa gleich hoch ist.

## Diagnose
Eine Diagnose ist nur durch eine histologische Untersuchung des zystenähnlichen Balges möglich. Röntgenologischer Anhaltspunkt kann die Tatsache sein, dass neoplastische Geschehen eher zu Zahnresorptionen neigen. Allerdings können Zahnresorptionen selten auch bei normalen odontogenen Zysten auftreten.

### Bildgebende Verfahren

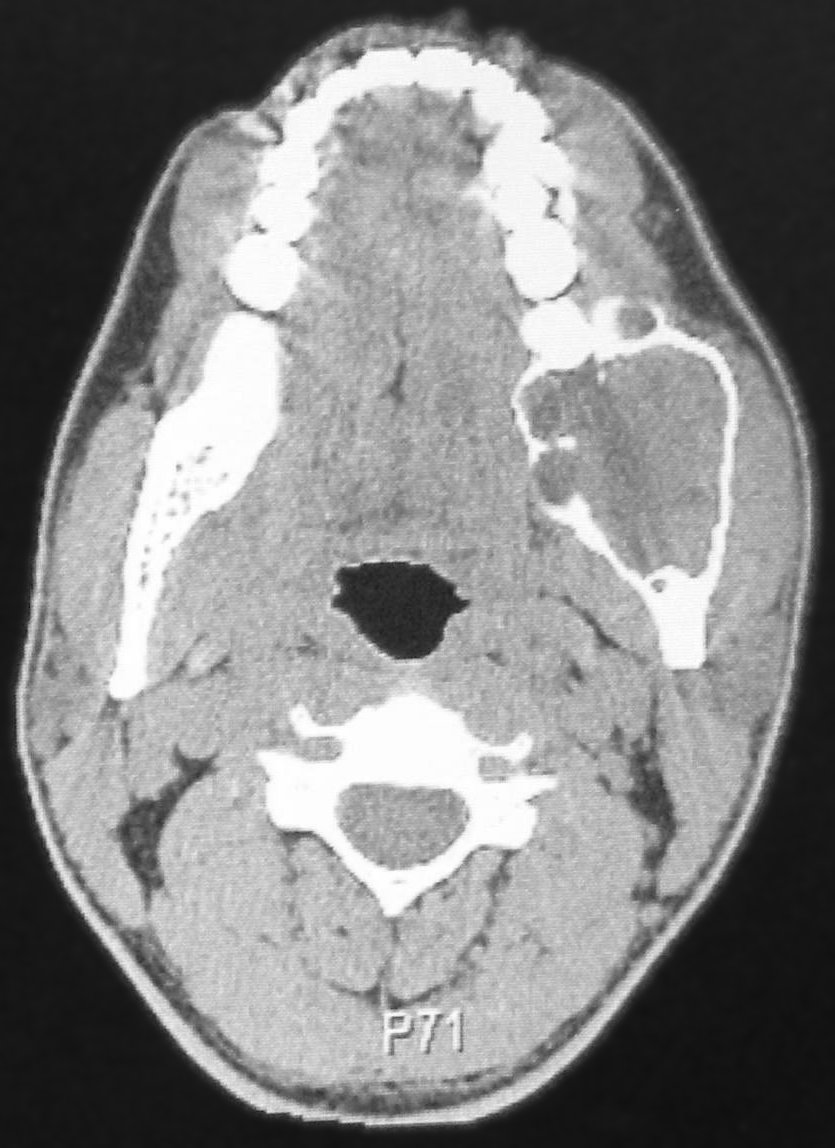

Im Röntgenbild zeigt sich eine ein- (seifenblasenartig) oder mehrkammrige (honigwabenartig), durch Knochenauflösungen (Osteolysen) scharf begrenzte Aufhellung mit Auflösung der Kortikalis.

### Differentialdiagnose
- radikuläre Zyste an der Wurzelspitze, geht von Mallassez’schen Epithelresten hervor
- follikuläre Zyste am Unterkiefer, selten Übergang in Ameloblastom
- odontogene Keratozyste[2] (früher: keratozystisch odontogener Tumor)
- odontogener Plattenepitheltumor
- verkalkender epithelialer odontogener Tumor (Pindborg-Tumor)
- ameloblastisches Fibrom
- ameloblastisches Fibroodontom
- ameloblastisches Fibrodentinom
- Odontoameloblastom
- Riesenzellgranulom
- Osteosarkom

## Therapie
Die Therapie der Wahl besteht in der Resektion sicher im Gesunden mit einem Sicherheitsabstand von 5 mm und der anschließenden primären Knochenrekonstruktion. Prognostisch ist postoperativ eine Herstellung des vorherigen Zustands zu erwarten, aufgrund der Rezidivneigung sind aber (halb-)jährliche Kontrollen über einen Zeitraum von 5 bis 10 Jahren anzuraten.

## Etymologie
Der Begriff Ameloblastom ist ein Etymologischer Bastard.